# Tremblay-les-Villages
Tremblay-les-Villages è un comune francese di 2 253 abitanti situato nel dipartimento dell'Eure-et-Loir nella regione del Centro-Valle della Loira.

## Società

### Evoluzione demografica
Abitanti censiti